# پیانکنیو
پیانکُنیو (به ایتالیایی: Piancogno) یک کومونه در ایتالیا است که در استان برشا واقع شده‌است. پیانکنیو ۱۳ کیلومتر مربع مساحت و ۴٬۷۰۸ نفر جمعیت دارد.